# 危險性遊戲3
《危險性遊戲3》（英語：Cruel Intentions 3）是一部2004年的美國青少年劇情片，由斯科特·吉爾執導，並於2004年以录像帶首映形式發行。儘管取名《危險性遊戲3》，但本片與該系列之前的電影幾乎沒有任何關係，除了主題相同，以及主角卡茜迪·默特伊是第一部電影主角凯瑟琳·默特伊的表妹。

## 剧情
卡茜迪·默特伊是一位美丽且善于操控的学生，就读于圣巴巴拉的一所高級學院。贾森·阿盖尔和帕特里克·贝茨是同一学校的室友。
他们策划了一个狡猾的计划，让帕特里克与卡茜迪发生关系，破坏了卡茜迪打算追求一位英国王子的计划。这一举动随后帮助贾森赢得了他与卡茜迪的赌注（实际上一直是帕特里克的赌注）。当帕特里克（同时揭示了他表现出的笨拙和不善社交都是假装的）和贾森向她揭示了他们的欺骗行为时，她感到心碎。
后来，她鼓励他们彼此竞争。贾森必须勾引已有男友迈克尔的希拉，而帕特里克必须勾引已经订婚的艾莉森。
贾森成功完成了他的任务，但帕特里克被艾莉森拒绝，她表示不想出轨，也不觉得他有性吸引力。同学布伦特·帕特森被卡茜迪拒绝后，对艾莉森产生兴趣。她屈服于诱惑，与他发生关系，殊不知帕特里克正在旁边拍照。帕特里克用她出轨的照片来威胁她，告诉她他是如何到手的，随后将她按在床上，拉下她的白色丁字褲，强奸了她，以完成他的任务。
与此同时，贾森和卡茜迪建立了一段关系。因为帕特里克对强奸感到不满和愤怒，他便试图勾引卡茜迪，但她拒绝了他。因此，他骗卡茜迪说她所愛的贾森之所以和她在一起只是因為他想贏得他和帕特里克的賭注，即看誰能先和卡茜迪上床。
卡茜迪表面上对贾森生气，屈服于帕特里克，这时贾森偶然撞见他们。帕特里克讽刺地说，贾森和卡茜迪都成为了他残酷游戏的受害者，以此向他们展示，他们低估了自己内心的邪恶。他们问他是否曾经是受害者，他告诉他们没有。卡茜迪揭示这一切一直是她的计划。她开始这场小把戏，以便让帕特里克和贾森勾引艾莉森和希拉；在与帕特里克发生关系之前，她吃了他的一颗安眠药，计划告诉警察他给她下药并强奸了她。
当帕特里克被警方带走时，他感到困惑并声称自己无辜，但警告他又有另一名受害者站了出来，他将因为强奸艾莉森而受到应有的惩罚。最后，贾森和卡茜迪在一起，他们再次就电影开头的英国王子进行了一次赌注。

## 演员
- 科爾·史密斯 饰 贾森·阿盖尔
- 克里斯蒂娜·安娜波（英语：Kristina Anapau） 饰 卡茜迪·默特伊
- 內森·韋瑟林頓 饰 帕特里克·贝茨
- 梅麗莎·伊馮娜·劉易斯 饰 艾莉森·勒布雷
- 娜塔莉·瑞塞（英语：Natalie Ramsey） 饰 希拉·赖特
- 湯姆·帕克 饰 迈克尔·卡特拉尔
- 查理·韋伯 饰 布伦特·帕特森
- 邁克爾·彭伯頓 饰 克里斯托弗·纽博恩
- 塔拉·卡羅爾 饰 瓦莱里娅卡尔达斯

## 评价
爛番茄上對這部電影有2條評論，1條正面，1條負面。常識媒體將這部電影評為1星（滿分5星）。